# アレクサンドル・ルディン
アレクサンドル・イズライレヴィチ・ルディン（ロシア語: Александр Израилевич Рудин, ラテン文字転写: Alexander Israilevich Rudin, 1960年 - ）は、ロシアのクラシック音楽のチェロ奏者であり、指揮者。

## 経歴
1960年モスクワ生まれ。グネーシン音楽大学でピアノとチェロを学び、後にモスクワ音楽院でドミトリー・キタエンコに師事。多くの国際コンクールで受賞し、ソロ・チェロ奏者としてロイヤル・フィルハーモニー管弦楽団、ウィーン交響楽団、DR放送交響楽団などのオーケストラと共演してきた。正統派の演奏法に関心を持ったため、チェロおよびヴィオラ・ダ・ガンバで古楽やバロック音楽を「歴史的に正しい」手法で演奏するようになった。
指揮者としては、学生オーケストラと共演し、1988年からはムジカ・ヴィーヴァの指揮者になっている。モスクワ音楽院の室内楽の教授であり、世界各地で上級特別クラスを教えている。さらに、トルコのイズミルにあるヤシャル大学で教え、同大学の音楽監督に就任している。
ハイペリオン・レコード、フーガ・リベラ、およびナクソスの各レーベルから多くのCDをリリースしており、バッハ、グリーグ、プロコフィエフ、リヒャルト・シュトラウスなどの作品がある。
2022年10月ミハイル・プレトニョフの後任としてロシア・ナショナル管弦楽団の音楽監督に就任することが報じられた。